# Grand Theft Auto: San Andreas
Grand Theft Auto: San Andreas (skraćeno: GTA: SA) jest akcijsko-avanturistička sandbox videoigra, proizvođača Rockstar North (Velika Britanija) i izdavača Rockstar Games, igra GTA serijala i treća igra GTA 3 ere. Ovo je treća igra u serijalu s 3D formatom. Za PlayStation 2 izašla je u listopadu 2004., a nakon toga za Xbox i Microsoft Windows (PC) u srpnju 2005. U prosincu 2008. izašla je za Xbox 360, a za PS 3 u prosincu 2012., a postigla je jak odaziv i veliku prodanost na svim platformama. To je najprodavanija igra za PlayStation 2 svih vremena. Prethodnik GTA: San Andreas jest GTA: Vice City, a sljedeće su igre u serijalu GTA: Liberty City Stories (2005.) i GTA: Vice City Stories (2006.).
Radnja se događa 1992. u izmišljenoj američkoj saveznoj državi San Andreas, baziranoj na Kaliforniji i Nevadi, s tri velika grada: Los Santosom (Los Angeles), San Fierrom (San Francisco) i Las Venturasom (Las Vegas). Glavni je lik Carl "CJ" Johnson, član bande koji se vraća u Los Santos nakon 5 godina izbivanja zbog smrti svog mlađeg brata. Po dolasku saznaje da mu je majka ubijena i postupno se reintegrira u svoju bandu i obilazi cijelu saveznu državu San Andreas surađujući s raznim tipovima ljudi u želji da zadovolji pravdu. U odnosu na prethodne dvije GTA igre, prikaz zgrada, eksterijera i vozila nešto je bolji, a igra sadrži i elemente trkaće igre i pucačine u trećoj osobi. Po prvi put u GTA III eri, teritorij igre obuhvaća više velikih gradova s većom količinom prirodnog okoliša između njih, a mapa je 3-4 puta veća nego na prethodniku, GTA: Vice Cityju.
Priča se uvelike temelji na događajima u Kaliforniji 90-ih godina i na parodijskom prikazanim događajima u Los Angelesu. jačanje uličnih bandi (Crips, Bloods), epidemija cracka (1984. – 1993.) i korumpiranost losanđeleske policije, a pogotovo je riječ o parodiji na Losanđeleske nemire 1992. koji su izbili nakon što su korumpirani losanđeleski policajci pretukli Afroamerikanca Rodneyja Kinga. Radnja je osobito bazirana i na afroameričkoj kulturi 90-ih, pogotovo na razvoju gangsta-rap glazbe, a velik utjecaj dobiva iz afroameričkih socijalnih filmova kao što su Boyz'n'da Hood,Menace 2 Society, Colors i dr.

## Priča

### Početak radnje (Los Santos)
Međunarodna zračna luka Francis, Liberty City, 1992. godine. Afroamerikanac Carl "CJ" Johnson vraća se u Los Santos nakon 5 godina izbivanja zbog osjećaja krivnje za smrt svog mlađeg brata Briana. Po dolasku na aerodrom telefonom od starijeg brata Sweeta sazna da im je majka ubijena, uzme taksi do svoje kuće u kvartu Ganton, u ulici Grove Street. Ulicu dalje od njegove kuće zaustave ga tri korumpirana policajca, Tenpenny, Pulaski i Hernandez, članovi postrojbe C.R.A.S.H. koji su maloprije ubili svog partnera Pindelburyja jer je pokušao razotkriti njihovu korupciju. Oni otjeraju taksista i povedu CJ-a sa sobom. Izbace ga na teritoriju rivalske afroameričke bande Ballas, a on se odveze do Grove Streeta biciklom koji je pronašao u uličici.
Kad uđe u svoju kuću, vidjevši sliku svoje majke, navru mu sjećanja na događaje od prije pet godina i zaplače. Odjednom ga napadne njegov stari prijatelj Big Smoke koji mu čuva kuću i misli da je on provalnik. CJ ga smiri, Big Smoke ga prepozna i odveze se s njim do groblja gdje su mu brat Sweet, sestra Kendl i prijatelji Big Smoke i Ryder. Sweet je ljut na CJ-a što je pobjegao i propustio još jedan pogreb. Na izlasku s groblja na prijatelje iz automobila banda Ballas otvori vatru uništivši Smokeov auto, bježe do Grove Streeta biciklima pronađenim na ulici. CJ se nakon toga postupno reintegrira u svoju bandu, Grove Street Families, koja je u međuvremenu oslabjela; prepravlja grafite drugih bandi u grafite Grove Streeta, bori se protiv dilera cracka u kvartu i sa svojim prijateljima ulazi u otvorene sukobe s drugim bandama. Također, zajedno s Big Smokeom, pomaže OG Locu, ludom i netalentiranom reperu, da se integrira u društvo uništivši karijeru poznatog repera Madd Dogga. S Ryderom obavi nekoliko izazovnih pljački oružja. Zahvaljujući C.R.A.S.H.-u, koji ga pošalju da zapali kuću člana bande, upozna svoju prvu djevojku, Denise, nakon što ju spasi iz požara. CJ ponovno zadobije povjerenje svog brata i počinje osvajati teritorij za svoju bandu i ona se počinje uzdizati na nekadašnju razinu. Sprijatelji se s Kendlinim dečkom,Cesarom Vialpandom, vođom manje hispanske bande Varrio Los Aztecas s kojim sudjeluje u prvoj ilegalnoj automobilskoj utrci kroz Los Santos.
Uskoro Grove Street Familiesi dogovore velik obračun s Ballasima ispod autocestovne petlje na sjeveru grada. Na islasku iz Sweetove kuće, CJ-a na mobitel nazove Cesar, koji ga čeka ispod autoceste, s viješću da treba nešto hitno vidjeti. Kad CJ dođe do tamo, vidi kako Big Smoke i Ryder sklapaju posao s Ballasima i korumpiranim policajcima, a iz garaže izlazi zeleni Sabre, auto iz kojeg su navodno pucali na CJ-evu majku. Sav izbezumljen, sjeti se dogovorenog sukoba između bandi i pojuri do drugog kraja grada. Kad stigne do tamo, bande su na vrhuncu sukoba, a Sweet je ranjen u rame. CJ zajedno s ostalim preživjelim članovima GSF-a ubije većinu Ballasa. Odjednom dolazi policija, preostali se banditi razbježe, a CJ se preda.

### Progonstvo iz Los Santosa
Tenpenny, Pulaski i Hernandez dovedu CJ-a s vrećom na glavi u kamp na ulazu u Angel Pine, Flint County. Cinično mu objasne kako je sve u redu; Sweet je u zatvorskoj bolnici, a Kendl s Cesarom. Pošalju ga da ubije zaštićenog svjedoka koji je opasan za njihovu karijeru, a skriva se u šumskoj kolibi na planini Mount Chilliad iznad gradića. Kad to učini, nazove Cesara na mobitel i objasni mu gdje se nalazi. Cesar mu kaže da u blizini ima rođakinju kojoj je pričao o njemu (Catalina iz GTA 3). Reče mu da će je naći u restoranu u Dillimoreu u Red Countyju. CJ savjetuje Cesaru da on i Kendl napuste Los Santos jer je stanje postalo preopasno.
Kad upozna Catalinu, koja se u tom trenutku tuče s trojicom lokalaca, shvati da je ona psihotična, opsesivno-kompulzivna ovisnica o adrenalinu, a ona misli da on nije dovoljno muževan i smatra ga glupim. S njom CJ izvrši četiri pljačke u gradićima Red Countyja (bilo kojim redom):
- prodavaonica alkoholnih pića u Blueberryju: prije njih tamo stigne banda kauboja na quadovima koja opljačka prodavaonicu; Catalina ih ubije i postupno im uzme novac
- kladionica u Montgomeryju: Catalina drži djelatnice pod nišanom, jednu čak i ubije jer nije slijedila upute, a Carl s dinamitom raznese sef i uzme novac
- benzinska postaja u Dillimoreu: Catalina i CJ ukradu tanker i voze ga do autoprijevoznika u Flint Rangeu dok bježe od uplašenog vlasnika benzinske postaje i bijesnog asistenta koji se kasnije zabiju u drugu postaju, ali iskoče iz auta na vrijeme
- banka u Palomino Creeku: tijekom pljačke aktivira se alarm koji čuju policajci u obližnjoj zalagajnici i pozovu pojačanje: CJ i Catalina izvuku se kroz uličicu iza banke i nakon napete potjere stignu do Catalininog skloništa.

U međuvremenu, CJ pomaže sredovječnom hipiju, zvanom The Truth, u uzgoju trave na njegovoj farmi prije svega ukravši kombajn s obližnje velike, legalne farme. Cesar i Kendl presele se u kamp u Angel Pineu, jer se stanje u Los Santosu pogoršalo: članovi su Grove Street Familiesa i Aztecasa ili svi mrtvi ili u zatvoru, njihov teritorij kontroliraju Ballasi i Vagosi, a grad je pod vlašću Big Smokeovog i Ryderovog lanca dilera droge i korumpiranih policajaca. CJ i dalje ne vjeruje da je Big Smoke učinio tako nešto, no Kendl ga upozori da je on odavno bio u tome jer je imao kuću u Idlewoodu, koji je tada bio teritorij Front Yard Ballasa, i novi auto. Na automobilskim utrkama CJ se sprijatelji s Wu Zi Muom, zvanim Woozie, šefom trijade u San Fierru koji mu ostavi svoju posjetnicu. Nakon što u dvama automobilskim utrkama pobjedi Catalinu i njenog novog dečka, Claudea (glavnog lika iz GTA III), Catalina da CJ-u papire automehaničarske garaže u San Fierru,te se ona i Claude presele u Liberty City gdje žive sve do događaja iz GTA III, devet godina kasnije.
Truth pozove CJ-a, spremnog da krene za San Fierro, na svoju farmu i pokaže mu svoj hipijevski kamper, zvan Mothership, napunjen marihuanom. Međutim, uskoro se pojavi policijski helikopter i CJ mora s Truthom spaliti nasade marihuane i srušiti policijski helikopter raketobacačem. Nakon što to učini, on i Truth krenu Mothershipom u San Fierro, te pozovu Cesara i Kendl da dođu do tamo.

### San Fierro
Kad dođe do garaže u San Fierru, vidi da je u raspadu, te za sve okrivi Catalinu, što Cesara jako ljuti. Međutim, CJ uz Truthovu pomoć nađe ljude za rad u garaži: ljubitelje marihuane Dwaynea i Jethroa (obojica su likovi iz GTA: Vice City) i računalnog genijalca Zeroa. Uskoro kupi Zeroov dućan koji se prodaje kako bi mu spasio posao i s njim se minijaturnim letjelicama bori protiv rivalskog proizvođača elektroničke opreme, Berkleya. Također počne pohađati tečajeve u autoškoli kako bi mogao krasti aute za garažu.
CJ posjeti Woozieja koji ima kladionicu u kineskoj četvrti i od njegovih ljudi otkrije da je slijep što ga jako iznenadi. Pomaže mu u borbi protiv gradskih rivala, vijetnamskom bandom Da Nang Boys, zajedno s Guppyjem i Su Xijem i vrhovnim šefom trijade, Ran Fa Lijem, zvanim Farlie. Tenpenny, Pulaski i Hernandez dolaze u San Fierro tražeći CJ-a i on je prisiljen obaviti za njih dva prljava zadatka. CJ i Cesar uslikaju članove Ryderovog kartela Loco Syndicate na sastanku u Angel Pineu i od trijada saznaju njihov identitet: s izdajnikom Ryderom surađuju veliki afroamerički svodnik Jizzy B., T-Bone Mendez, vođa lokalne hispanske bande San Fierro Rifa, i Mike Toreno, o čijem kriminalnom dosjeu ne znaju puno, ali pretpostavlja se da je veći diler droge. CJ obavlja različite zadatke za trojicu ne bi li stekao njihovo povjerenje.
Uskoro dođe vrijeme da uništi Loco Sindycate: prigušenim revolverom, koji mu da Cesar, otiđe do Jizzyjevoga noćnog kluba u koji, zbog velike količine osiguranja, uđe sustavom skela; Jizzy se da u bijeg, a CJ ga ubije u automobilskoj potjeri i uzme mu telefon. Uz pomoć trijada CJ i Cesar unište sastanak kartela na Pier 69-u i ubiju T-Bone Mendeza, a CJ u potjeri čamcima ubije Rydera. Toreno se uskoro sprema napustiti grad helikopterom; CJ sruši njegov helikopter iznad autoceste, zaključi da je mrtav i udalji se. Konačno, automobilom-bombom koji dobije od Woozieja uništi veliki laboratorij droge na jugu grada (pokraj autoškole).
Nakon što uništi laboratorij droge, na mobitel ga nazove nepoznati čovjek s digitalno izmijenjenim glasom koji kaže da može spasiti njegovog brata, pozove ga na svoj ranč u Tierra Robadi. CJ se uputi tamo, a preko radija može se čuti da su svi mostovi otvoreni (jer je otkriven i treći dio kopna).

### Put iz San Fierra u Las Venturas
Kad dođe do ranča u Tierra Robadi, digitalno izmijenjeni glas CJ-u zada zadatak da prijeđe trasu puta s Monsterom u zadanom vremenu. Nakon što obavi taj zadatak, izmijenjeni ga glas opet nazove. Kad stigne do ranča, shvati da iza glasa stoji Mike Toreno koji je očito preživio pad helikoptera. Toreno mu objasni kako on nije diler droge, nego agent neimenovane vladine agencije koji se inkognito uključio u crack kartel, naredi mu da ode ukrasti kamion koji vozi zabranjenu robu i dopremi ga do garaže u San Fierru. CJ to i učini uz Cesarovu pomoć, a Toreno pošalje CJ-a da za nj obavi još jedan špijunski zadatak. CJ je uskoro prisiljen kupiti Verdant Meadows, zapušteni aerodrom u pustinji u okrugu Bone County, i naučiti letjeti. Kad položi sve testove letenja, CJ-a na mobitel nazove Woozie, koji mu kaže da ga posjeti u novootvorenom kasinu kineskih trijada u Las Venturasu.

### Las Venturas
U Four Dragons Casinou, CJ-u se Woozie požali na to koliko je teško voditi kasino u blizini velike konkurencije, Caligula's Palacea (Ceasar's Palace u Las Vegasu) koji kontrolira tri međusobno zaraćene mafijaške obitelji iz Liberty Cityja. CJ, nakon što zastraši huligana koji je uništavao kasino vozeći ga neprilagođenom brzinom zavezanog za haubu automobila kroz grad, sazna njegov identitet - Johnny Sindacco, najmlađi član obitelji Sindacco i s kineskim se Trijadama počinje pripremati za pljačku Caligula's Casinoa: uništi tvornicu plastike obitelji Sindacco i ukrade dinamit iz obližnjeg kamenoloma.
CJ u pustinji spasi život dvojici Britanaca: glazbenom menadžeru Kent Paulu i njegovom klijentu, priglupom rokeru Macceru, i odvede ih u Caligula's Casino gdje ga Paul upozna s Kenom Rosenbergom (sva su trojica likovi iz Vice Cityja), koji je sada hipohondrični i mentalno oboljeli ovisnik o kokainu i talac mafijaških obitelji. Pomaže mu održati dobre odnose s obitelji Sindacco; međutim, to propadne kad Johnny Sindacco, u njihovoj mesnici, vidi Carla i umre od srčanog udara, a ostali ih članovi mafijaške obitelji napadnu. U međuvremenu, CJ i dalje pomaže Torenou, pa i Truthu za kojeg mora ukrasti jetpack iz vojne baze u pustinji i zelenu radioaktivnu tvar s vojnog vlaka. Tenpenny, Pulaski i Hernandez pošalju CJ-a da ubije FBI-jevog agenta koji bi trebao razotkriti njihovo djelovanje i ukrade mu dosje.Agent se skriva u gradiću duhova Aldea Malvadi; CJ to i učini nakon duge potjere na zraku i kopnu.
Salvatore Leone, vođa obitelji Leone, dolazi u Las Venturas i tretira Paula, Maccera i Rosenberga gore nego robove (jer su surađivali s njegovim neprijateljima). CJ mu se svidi jer je, dok je bio u Liberty Cityju, krao automobile s njegovim sinom Joeyjem i Leone ga pošalje da presretne plaćene ubojice koje je iz Liberty Cityja avionom na njega poslala obitelj Forelli. Ubivši plaćenike i prizemljivši njihov avion, CJ stekne njegovo povjerenje. Tenpenny nazove CJ-a na telefon i naredi mu da donese ukradeni dosje u grad duhova Las Brujas. Tamo vidi da ih je Hernandez ocinkao i upuca ga te se, mislivši da ja mrtav, udalji, a Pulaskiju naredi da ubije CJ-a. Hernandez, koji je preživio napad, pokuša udariti Pulaskija lopatom, ali ga on ubije i krene bježati u bijelom Bufallu; CJ ga ubije u potjeri. Salvatore pošalje CJ-a da ode avionom u Liberty City i ubije novu vođu obitelji Forelli u mafijaškom restoranu bistro San Marco (GTA III). Kad to učini, počinje s trijadama provoditi plan pljačke mafijaškog kasina, pri čemu upozna svoju drugu djevojku, Millie, koja mu ostavi karticu za ulaz i skupina, na čelu s CJ-om, Woozijem i Zeroom, uspješno obavi pljačku kasina.
CJ također spasi život Madd Doggu koji pijan pokuša skočiti s krova kasina u kojem je prokockao sav novac i ga ostavi na odvikavanju. Madd Dogg mu je toliko zahvalan da mu je dao posao svojega menadžera.

### Povratak u Los Santos
Kendl i Woozie u Four Dragons Casinou održavaju audiciju. Tada dolazi Madd Dogg, koji se vratio s odvikavanja, i Kendl predloži snimanje u njegovoj vili u Los Santosu. Madd Dogg im prizna da je, još dok je bio pod utjecajem alkohola i droge, prodao svoju vilu velikom dileru droge Big Poppiju, članu Vagosa. CJ zajedno s trijadama sleti padobranom na krov vile. Tamo se bore protiv bande Vagosa koji su okupirali vilu. Pritom poginu Guppy i Su-Xi, a CJ ubije Big Poppija u automobilskoj potjeri. Mad Dogg dopusti CJ-u da dođe u njegovu vilu kada god hoće. Paul, Maccer i Ken Rosenberg dođu u Los Santos kako bi radili glazbu za Madd Dogga.
Toreno konačno izbavi Sweeta iz zatvora nakon što za njega CJ ukrade vojni mlažnjak iz luke San Fierra i uništi špijunske brodove njime. CJ pokupi Sweeta ispred policijske postaje i objavi mu da će se obogatiti, ali Sweet ga ljutito spusti na zemlju objasnivši mu kako mora osloboditi svoj kvart Ganton koji su preuzeli Ballasi i dileri droge. Kad stignu u Grove Street, CJ i Sweet poubijaju sve dilere cracka u kvartu. Preuzmu ga od Ballasa. Uskoro osvoje i Glen Park gdje se u međuvremenu preselio diler droge B-Dup, Smokeov suradnik. Pokušaju od njega iznuditi Smokeovu lokaciju, ali on im ne odgovori. Tada ga njegov rob, Big Bear, nekad uzorni član bande, sada ovisnik o cracku koji se ne zna zauzeti za sebe, nekoliko puta udari i premlati; Sweet je zadovoljan njegovim preobratom i vraća ga u bandu. Uskoro dvojica braće vrate Grove Streetu i Idlewood te ponovno počinju širiti teritorij svoje bande.
CJ s Madd Doggom zadovolji pravdu natjeravši OG-Loca, koji se razmeće slavom čovjeka kojeg je uništio, da se povuče sa scene hip-hopa.

### Nemiri i epilog
U Madd Doggovoj vili, Kendl, Cesar, Sweet, Madd Dogg, Truth, Paul, Maccer i CJ prate suđenje Tenpennyju za reketarenje, zlouporabu droga, ubojstva i druge kriminalne aktivnosti koje je činio sa sada mrtvim Hernandezom i Pulaskijem za kojeg vjeruju da je u bijegu (iako Carl zna da nije tako). Tenpenny je proglašen nevinim i pušten na slobodu; društvo je nezadovoljno nepravdom, a u Los Santosu kulminiraju nemiri (koji predstavljaju parodiju Losanđeleskih nemira 1992.). CJ i Sweet kažu ostalima da odu na sigurno. Tijekom nemira, CJ pomogne Cesaru preuzeti teritorij njegove bande od Vagosa (s trima iskusnim članovima Cesarove bande, Sunnyjem, Galom i Hazerom), i dva člana Grove Street Familiesa. Tijekom puta do mjesta sastanka, Cesar mu otkrije svoje planove da zaprosi Kendl.
Osvajajući teritorij za Grove Street, CJ sa Sweetom otkrije gdje se Big Smoke nalazi i braća se odvaže poći onamo.
Kad stignu do Smokeove crack-tvrđave, CJ se pomiri sa Sweetom i krene u akciju; ukrade SWAT-ov tenk, koji se bori protiv pobunjenika ulicu dalje, i njime provali u čvrsto osigurano predvorje zgrade, probije se kroz sve Smokeovo osiguranje i konačno dođe do Big Smokea na vrhu zgrade. CJ pobijedi Big Smokea u borbi oružjem, a Big Smoke, žaleći što je izdao svoju bandu samo kako bi postao bogat i slavan, umire na CJ-evim rukama. Uto dolazi Tenpenny s puškom, spreman da napusti grad. Ukrade Smokeov novac od droge, pokuša ubiti Carla koji jedva izbjegne metak i zapali zgradu uništivši strojeve za proizvodnju droge. CJ se uspije izvući iz goruće zgrade koja eksplodira baš kada istrči iz predvorja. Tenpenny se da u bijeg u vatrogasnom vozilu, a Sweet mu se uhvati za ljestve. CJ ih panično prati u bijelom Feltzeru kroz ulice pune pobunjenika s eksplozivima i Molotovljevim koktelima te zapaljenih automobila. Tenpenny izađe iz vozila i stane Sweetu na prste. Sweet ispusti ljestve i padne u CJ-ev auto i oni zamjene mjesta: Sweet prati Tenpennyja, a CJ se obračunava s njegovim pojačanjem i pobunjenicima na motorima koji ih prate. Kad stignu do nadvožnjaka iznad Grove Streeta, Tenpenny probije ogradu i padne ravno u njegovo središte. Smrtno ranjen, izađe iz prevrnutog vozila i umire pred očima CJ-a, Cesara, Sweeta, Kendl i Trutha. CJ ga poželi upucati pištoljem, ali ga Sweet spriječi tvrdeći da ne treba ostavljati suvišne dokaze. Društvo se udalji i ode u CJ-evu kuću.
Uskoro dođu i Rosenberg, Paul i Maccer s Madd Doggom, koji je dobio svoju prvu zlatnu ploču. Svi odu u kuhinju proslaviti to, a ih Kendl upita o njihovim daljnim ambicijama jer su puno toga postigli. Sweet im objasni kako i dalje treba ostati u kvartu i živjeti za njega, a CJ izađe van da malo prošeta.

## Mjesto radnje
Radnja se događa u izmišljenoj saveznoj državi San Andreas koja je bazirana na Kaliforniji i Nevadi 90-ih godina. To se najbolje vidi u stilu odijevanja i glazbi na većini radio stanica (funk, disco 90-ih, hip-hop, gangsta rap, grunge, new jack swing i dr.) - popularni stilovi 90-ih. San Andreas ima tri velika grada: Los Santos (Los Angeles), San Fierro (San Francisco) i Las Venturas (Las Vegas). Između Los Santosa i San Fierra nalazi se velik planinski krajolika s brojnim šumama, planinskim rijekama, visokim vrhovima, farmama i živopisnim gradićima. Na najviši vrh, Mount Chilliad, može se doći vozilima. Područje između San Fierra i Las Venturasa jest stepsko-pustinjsko područje koje podsjeća na pustinjske predjele u Nevadi i Arizoni (neke stijene podsjećaju na Dolinu spomenika). Općenito, San Andreas zemljopisno podsjeća na zapad i jugozapad SAD-a s brojnim znamenitostima sličnim onima u SAD-u: znak Vinewood (Hollywood), Sherman Dam (Hoover Dam), velika skrivena vojna baza Area 69 (Area 51), radar iznad Fort Carsona i dr.

## Likovi
Puno likova iz igre pojavili su se i u prethodnicima, GTA III (Claude,Catalina,Salvatore Leone, Maria Latore) i GTA: Vice Cityju (Ken Rosenberg, Kent Paul, Dwayne i Jethro), a dio se čak pojavljuje i u sljedećoj igri, GTA: Liberty City Stories (čija se radnja događa između radnje GTA III i GTA: San Andreas). Protagonistu CJ-u glas je posudio američki west-coast reper Young MayLay. Mnogi su drugi glazbenici također posudili glas likovima iz igre, pogotovo reperi Ice-T (koji je posudio glas Mad Doggu), MC Eiht (Ryder), The Game (B-Dup), Big Boy (Big Bear) i Kid Frost (T-Bone Mendez) te britanski glazbenik Shaun Ryder, frontmen Happy Mondaysa (Maccer)... Među ostalim su glasovima i glumci Samuel L. Jackson (Frank Tenpenny), Clifton Powell (Big Smoke), Faizon Love (Sweet), Chris Penn (Eddie Pulaski), Clifton Collins, Jr. (Cesar Vialpando), Peter Fonda (The Truth), James Woods (Mike Toreno), David Cross (Zero), Bill Fitchner (Ken Rosenberg) i dr.
Među likovima se pojavljuje sličnost s događajima iz afroameričkog socijalnog filma Boyz'n'da Hood(1991.) jer nekoliko CJ-evih prijatelja iz Grove Streeta podsjeća na glavne likove tog filma i filma slične tematike, Menace 2 Society(1993.); ta je sličnost najvidljivija u misiji u kojoj Ryder bezuspješno pljačka pizzeriju (djelatnik mu kaže da mu je žao njegovog oca što je parodija na scenu pljačke prodavaonice alkoholnih pića iz tog filma gdje blagajnik Koreanac kaže pljačkašu kako mu je žao njegove majke). Također, radnja se događa u vrijeme uspona gangsta-rapa u Comptonu i početka sukoba repera istočne i zapadne obale SAD-a što je vidljivo i na likovima: Ryder svojim izgledom i ponašanjem podsjeća na repera Eazy-E-ja, dok Big Smoke u novijim verzijama igre izgleda kao The Notorious B.I.G.

## Mogućnosti
San Andreas predstavlja veliko poboljšanje u odnosu na svoje prethodnike. U igri je dostupan puno veći broj vozila poput bicikla, raznih novih automobila, Monster Truckova, autobusa, kombajna, traktora, hot-dog vozila, sladoledarskih kamiona i brojnih plovila i letjelica (čija je ponuda mnogo veća te imaju veću ulogu u misijama), a igrač može obavljati puno veći broj aktivnosti nego u GTA: Vice City. Igra sadrži otvoreni svijet s elementima pucačine u trećoj osobi, a igrač, po prvi put u GTA serijalu, može plivati i penjati se po zidovima. Izvan misija, kojih ima više nego na GTA: Vice Cityju, igrač može vježbati u teretani, jesti u restoranima brze hrane, igrati igrice na automatima u samoposlugama, ići na spojeve s djevojkama, kupovati novu odjeću, plesati u disko klubu i sl. Broj pristupačnih radnji, kao što su teretane (po jedna u svakom gradu), trgovine odjeće, automehaničarske garaže, frizerski saloni, tattoo-shopovi, trgovine oružjem Ammu-Nation i sl., povećava se prelaženjem misija - većina ih nije pristupačna na početku radnje.
Igrači mogu krasti vozila (automobile, plovila, bicikle, motocikle te helikoptere i avione) i koristiti oružje stvarajući kaos. Stvaranje kaosa, ubijanje ljudi i krađa vozila na ulici, pogotovo na očigled policije, može dovesti do neželjene pažnje autoriteta. Što igrač čini više kriminalnih aktivnosti i pravi veći kaos, to je traženost veća: na početku dolaze policijski motocikli i patrolna vozila, zatim helikopteri, SWAT-tim, FBI vozila, a pri maksimalnoj traženosti vozila Nacionalne Garde. Pažnja autoriteta može se izgubiti prebojavanjem vozila, ali se neko vrijeme nakon toga ne smiju činiti kriminalne aktivnosti jer se traženost automatski vraća. U slučaju nemogućnosti pružanja otpora, igrač je uhićen i stvara se ispred najbliže policijske postaje. Nakon uhićenja, igrač gubi sve oružje i municiju te dio novca (koji policija uzme kao mito). Također, u bijegu od autoriteta igrač može biti ubijen kada se stvara ispred bolnice bez oružja i s manje novca.
Glavne misije, koje su dio radnje, važne su za otkrivanje prostora mape, obavljanje aktivnosti na novootkrivenim dijelovima i za iskustvo i napredak u igri. Uz glavne misije postoje i mnoge sporedne misije. Osim misija čuvara zakona (koje mogu biti obavljene policijskim vozilima, vojnim helikopterom i mlažnjakom, oklopnim vozilom specijalne policije, FBI-jevim terencem, vojnim kamionom ili tenkom), vozača taksija, vatrogasca i vozača hitne pomoći, mogu se obavljati i misije dostavljača, provaljivanja u kuće(dostupno u sva tri velika grada), svodnika (koje uključuju prijevoz prostitutki i obračunavanje s nezahvalnim mušterijama, a donosi i određenu količinu novca od svakog posla), vozača kamiona, čuvara kamenoloma, škole vožnje automobila i motora, letenja i plovidbe (od tih su neke važan dio radnje), skupljanje školjki, prebojavanje grafita bandi u Los Santosu grafitom svoje bande, skupljanje potkovica u pustinji, sudjelovanje u raznim utrkama i izazovi (utrka triatlona, ulične utrke i biciklistička utrka na Mount Chilliadu). Izvršavanje glavnih i sporednih misija donosi brojne pogodnosti i nagrade kao što su novac, oružje i neka vozila, osobito ona koja se iznimno rijetko mogu naći na ulici.

### Oružje
Izbor oružja u GTA: San Andreasu veći je nego u GTA: Vice Cityju. Manje je luckastih oružja, a tu spadaju aparat za gašenje požara, samurajski mač, buket cvijeća i sl. Kao hladno se oružje, uz nož i bejzbol palicu, upotrebljavaju i palica za golf, palica za bilijar, motorna pila i dr. Od ostalih oružja treba istaknuti strojnice TEC-9, Micro UZI i HK94A3, pištolj Desert Eagle, bacač plamena i Norinco Type 56 čija su svojstva poboljšana.
Kao i dosad, igrač ne može posjedovati dva oružja iste kategorije; kada skupi jedno, ono zamjenjuje drugo. Vatreno oružje i eksplozivi mogu se kupiti u trgovinama Ammu Nation ili naći (kod dilera oružja Emmeta u Los Santosu ili na skrivenim mjestima duž savezne države). Hladno oružje ne može se kupiti, ali se može skupiti na ulici, skrivenim mjestima ili dobiti igrajući neke sportove (npr. bilijar). Bacači vatre, raketobacači i sačmarice mogu se naći na farmama. Suzavci se koriste u nekoliko misija i mogu se sačuvati nakon njih, ali inače su dostupni kod jedne zgrade u Los Santosu i u zračnoj luci u Las Venturasu. 
Članovi bandi u Los Santosu uglavnom koriste noževe, pištolje, TEC-9 strojnice i kineske kopije Kalašnikova Type 56, dok razvijenije kriminalne organizacije imaju i teže oružje. Također, za potrebe misija i izvan njih koriste se boja u spreju (važna za pravljenje grafita, također može gušiti ljude i gasiti vatru) i fotoaparat, koji ima mnogo veću važnost i zastupljenost nego na Vice Cityju.

### Vozila
Grand Theft Auto San Andreas sadrži ukupno 211 vozila što je mnogo više nego u GTA: Vice Cityju gdje ih ima 114. Nova vozila uključuju bicikle, kombajn, traktor, čistača ulice, kamione s prikolicama, Monster Truckove, mnogo zračnih vozila i sl. te puno novih automobila svih kategorija. Napravljenih su po uzoru na stvarne automobile proizvedene od kraja 50-ih do početka 90-ih.
Automobili se mogu uređivati u tri garaže: lowrideri se uređuju u kvartovskoj automehaničarskoj radionici Loco Low Co. u Los Santosu, a trkaći automobili u radionici Wheel Arch Angels u San Fierru; svi se ostali modificiraju u garažama Trans Fender (po jedna u sva tri velika grada).
Svaka kategorija vozila ima svoje prednosti i mane: lowrideri su brzi i mogu se dobro urediti, ali su lagani i teško se kontroliraju pri prevelikim brzinama, mlažnjaci su brzi, ali obično trebaju pistu kako bi sletjeli; helikopteri su izdržljivi i mogu sletjeti praktički bilo gdje, ali su sporiji. Automobili voze bolje na cestama i u gradskim područjima, a terenska se vozila lakše kontroliraju u prirodi. Za razliku od prošlih GTA igara u kojima je bilo samo nekoliko vrsta zračnih vozila koja su se rijetko pojavljivala, San Andreas ima puno više zračnih vozila koja su dostupnija i češće se primjenjuju u misijama i izvan njih.

### Ratovi bandi
U getoiziranom dijelu Los Santosa, za teritorij se bore tri bande: Grove Street Families (Crips), Ballas (Bloods) i Vagos (Mara Salvatrucha, Pachucos). Osvajanje teritorija počinje kada igrač izvan vozila ubije tri člana protivničke bande na njihovom teritoriju, a teritorij je osvojen kada igrač pobijedi tri vala članova bande koji brane svoj teritorij. Tada se na novoosvojenom teritoriju pojavljuju članovi Grove Street Familiesa. Što ima više poštovanja u svojoj bandi (postiže se prelaženjem misija, sukobima s drugim bandama i borbama s policijom), igrač može za osvajačke pohode uzeti više članova svoje bande. Osvojeni teritorij često može podleći napadima protivničkih bandi i igrač ga mora obraniti kako bi ga zadržao pod kontrolom svoje bande. Jednom kad igrač preuzme sve teritorije jedne bande, članovi te bande ne mogu više napadati njegov teritorij. Kad svi teritoriji bandi potpadnu pod vlast Grove Streeta, nijedan više ne može biti napadnut. Za razliku od GTA: Vice Cityja, boja odjeće i tjelesni dodaci(tetovaže,nakit) imaju veće značenje u raspoznavanju bandi i sami po sebi mogu uzrokovati napad članova protivničke bande.

## Soundtrack
Soundtrack GTA: San Andreas sadrži velik broj radijskih programa, reklama i pjesama iz ranih 90-ih i prije njih. Većina radio stanica glazbene su i puštaju glazbu određenoga žanra: gangsta rap (Radio Los Santos), hip hop (Playback FM), funk, pop (Bounce FM), house i disco 90-ih (SF-UR), rock (K-DST), grunge (Radio X), reggae (K-JAH WEST, zapadnoamerička inačica K-JAH-a iz GTA III), country (K-ROSE), soul i r'n'b 90-ih(CSR 103.9) i moderni jazz (Master Sounds 98.3), dok radio stranica WCTR pušta radijske vijesti i talk-showowe, u kojima su intervjuirani i neki od likova u igri, kao što je Madd Dogg. Na soundtracku se nalazi velik broj popularnih izvođača iz 90-ih i prije: 2Pac, N.W.A., Compton's Most Wanted, Ice Cube, Eazy-E, Dr. Dre, Snoop Dogg, Cypress Hill, The D.O.C., Da Lench Mob, Kid Frost, Public Enemy, Big Daddy Kane, Rakim, Slick Rick, Zapp, George Clinton, Kool & the Gang, Ohio Players, Soul 2 Soul, Boyz 2 Men, Bobby Brown, En Vogue, Joe Cocker, David Bowie, Billy Idol, Eddie Money, Toto, Depeche Mode, Guns'n'Roses, Alice in Chains, Ozzy Osbourne i dr.
Za soundtrack San Andreasa karakteristično je da se pjesme i reklame na radio stanicama ne ponavljaju uvijek istim redom, kao što je to bio slučaj dosada, nego su uvijek izmiješane. Lazlow se kao ista osoba, kao u prijašnjim nastavcima, pojavljuje u emisiji Enterataining America na WCTR-u u kojoj intervjuira goste koji sudjeluju u radnji igre kao što su OG Loc i Madd Dogg; na radiju se pojavljuju i Big Smoke, Truth, Jizzy B., Zero i Maccer. Među reklamama ističu se satirične reklame za restorane brze hrane Cluckin Bell (KFC, Taco Bell) i Burger Shot (McDonald's, Burger King), reklama za muški miris Radicate (nova verzija Pitbomba iz GTA: Vice Cityja), reklame za osiguranje, telefonske linije, psihološke iscjelitelje, pivo Logger (drvosječa), trgovine odjeće, cigarete i dr.

## Kontroverze
Za razliku od prethodnika, GTA: Vice City, GTA: San Andreas za sobom je povukla puno manje kontroverzi, što zbog manje brutalnog nasilja, što zbog drugih faktora.
Najviše kontroverzi povukao je tzv. Hot Coffee mod. Taj mod za ovu igru osmislio je nizozemski moderator Patrick Wildenborg, zvani Patrick W., sredinom 2005. godine. Naime, CJ može imati maksimalno šest djevojaka, a kada mu veza s djevojkom dođe do određene razine, ona ga pozove u svoju kuću na kavu. Nakon što igrač to prihvati, kamera je usmjerena na kuću te se počinje tresti, a iz kuće se mogu čuti zvukovi koji upućuju na skrivene scene seksa. Međutim, s ovim modom, igrač može kontrolirati CJ-a pri seksu s djevojkom. Iako ne uključuje gole scene, zbog Hot Coffee mod ESRB, američka organizacija za procjenu sadržaja videoigara, je dobnu granicu pomaknuo s M (Mature-adolescenti) na AO (Adults Only-samo za odrasle). Mnogi prodavači videoigara zbog trgovačkih su pravila odbijali prodavati igrice s tom oznakom, a i u Australiji je dobna granica za igranje igre pomaknuta na svoj prvotni nivo MA 15+(iznad 15 godina).
Međutim, nakon što su u kolovozu 2005. iz PC verzije igre maknute Hot Coffee scene (verzija 2.0), igri je vraćena prvotna ocjena M. U Xbox i PlayStation 2 verzijama igre scene uklonjene su u Greatest Hits Editionu, Platinum Editionu i The Triologyju.
Igru su kritizirali i zbog rasizma i rasnih stereotipa, pogrdnih naziva za Afroamerikance i Hispance te ismijavanja istih, ismijavanja losanđeleske policije itd. Autori igre na te su kritike odgovorili da ne namjeravaju širiti rasizam, nego omogućiti da se priča igre približava ljudima iz različitih društvenih sredina.